# Красноярська селищна рада
Красноя́рська селищна рада (рос. Красноярский поселковый совет) — сільське поселення у складі Кваркенського району Оренбурзької області Росії.
Адміністративний центр — селище Красноярський.

## Населення
Населення — 2796 осіб (2019; 3136 в 2010, 3710 у 2002).

## Склад
До складу селищної ради входять:
| Населений пункт       | Населення, осіб (2002) | Населення, осіб (2010) |
| --------------------- | ---------------------- | ---------------------- |
| Єкатериновка, село    | 474                    | 373                    |
| Красноярський, селище | 3236                   | 2763                   |